# Уайтсайд (окръг, Илинойс)
Окръг Уайтсайд (на английски: Whiteside County) е окръг в щата Илинойс, Съединени американски щати. Площта му е 1805 km². Според преброяването от 2010 г. населението му е 58 498 души. Административен център е град Морисън.
Окръгът е ограничен на запад от река Мисисипи. Президентът на САЩ Роналд Рейгън е роден през 1911 г. в Тампико, окръг Уайтсайд.

## История
Тази област дълго време е била окупирана от различни култури на индианците.
Окръг Уайтсайд е организиран от европейски американци през 1836 г. от части от окръзите Джо Дейвис и Хенри. Той е кръстен на генерал Самюъл Уайтсайд, офицер от Илинойс във войната от 1812 г. и Войната на Черния ястреб.
Границите на окръг Уайтсайд остават непроменени от създаването му през 1836 г.

## География
Според Бюрото за преброяване на населението на САЩ, окръгът има обща площ от 697 квадратни мили (1 810 km 2 ), от които 684 квадратни мили (1 770 km 2 ) са земя и 12 квадратни мили (31 km 2 ) (1,8%) са вода.

## Климат и време
През последните години средните температури на окръга варират от ниски 10 °F (−12 °C) през януари до високи 85 °F (29 °C) през юли, въпреки че рекордно най-ниската измерена температура е − 30 °F (−34 °C), регистрирана през февруари 1905 г. и рекордно най-високата е 112 °F (44 °C), регистрирана през юли 1936 г. Средните месечни валежи варират от 1,51 инча (38 мм) през февруари до 4,69 инча ( 119 мм) през август. 

## Съседни окръзи
- Окръг Керъл - север
- Окръг Огъл - североизток
- Окръг Лий - изток
- Окръг Бюро - югоизток
- Окръг Хенри - юг
- Окръг Рок Айлънд - югозапад
- Окръг Клинтън, Айова - запад